# Králova Lhota (kraj południowoczeski)
Králova Lhota – miejscowość i gmina (obec) w Czechach, w kraju południowoczeskim, w powiecie Písek. W 2022 roku liczyła 202 mieszkańców.